# Concilio de Austerfield
El Concilio de Austerfield fue un sínodo eclesiástico celebrado en Austerfield, en el sur de Northumbria en 702 o 703.
El concilio fue convocado por el rey Aldfrith de Northumbria para discutir si Wilfredo de York debía ser devuelto a la sede de York de la que había sido expulsado en 686. Wilfredo había apelado al papado alrededor del año 700, y el Papa Sergio I había enviado el asunto de vuelta a Gran Bretaña para que se decidiera localmente. Esto resultó en que Aldfrith convocó el concilio en 702  o 703 según diferentes fuentes. La fecha del concilio se ha calculado a partir de dos informaciones: que tuvo lugar 22 años después de la decisión de expulsar a Wilfredo de York, alrededor de 679-680, y que Wilfredo había ocupado el cargo episcopal durante casi 40 años cuando se convocó Austerfield. Esto haría que la fecha del concilio fuera en algún momento antes del 704.
El concilio fue convocado en un lugar descrito como in campo qui Eostrefeld dicitur e in campo qui dicitur Oustraefelda, lo que ha llevado a que el sitio del concilio se identifique con Austerfield cerca de Bawtry en Yorkshire del Sur (antes en el West Riding de Yorkshire). Otra posible ubicación es Nosterfield cerca de Ripon en el North Riding de Yorkshire. El principal factor determinante para favorecer a Austerfield sobre Nosterfield es que Nosterfield no está atestiguado como un lugar antes del siglo XIII.
El concilio fue presidido por Berhtwald, el arzobispo de Canterbury. Asistieron obispos de toda la iglesia anglosajona, tanto de Northumbria como del sur de Gran Bretaña. Además de los obispos, los abades de los monasterios de Gran Bretaña están registrados como asistentes en Austerfield, y el biógrafo de Wilfredo registra que este estuvo acompañado por un número de sacerdotes y diáconos. También estuvieron presentes laicos, incluyendo al rey Aldfrith, así como algunos de los gnomos de Aldfrith.
Pervive un relato del concilio, el del biógrafo de Wilfredo, Esteban de Ripon en el Vita Sancti Wilfrithi.  Aldfrith y Berhtwald se opusieron al deseo de Wilfredo de volver a York, pero Wilfredo fue apoyado por el rey Etelredo de Mercia, que le había dado refugio mientras estaba en el exilio.  La mayoría de los obispos asistentes así como algunos abades parecen haberse opuesto a Wilfredo.  Según Esteban de Ripon, los oponentes de Wilfredo querían apoderarse de todas sus propiedades y puestos, pero Berhtwald ofreció un compromiso que habría permitido a Wilfredo retener algunos monasterios pero le habría impedido ejercer el oficio de obispo. En respuesta, Wilfredo dio un largo discurso que describía toda su carrera como eclesiástico. La principal dificultad radicaba en la negativa de Wilfredo a obedecer a Berhtwald, que tenía autoridad arzobispal sobre él. La decisión del concilio fue que Wilfredo debía permanecer exiliado de York y volver al monasterio de Ripon y no salir y no ser más obispo. Wilfrid no estuvo de acuerdo con esta decisión y apeló al papado de nuevo.
Wilfredo se reconcilió con el arzobispo, obispos y laicos en el Concilio de Nidd en 705.